# François Brassard
François Joseph Brassard (* 6. Oktober 1908 in Saint-Jérôme; † 26. April 1976 in Québec) war ein kanadischer Musikethnologe, Organist, Komponist und Musikpädagoge.
Brassard studierte Klavier bei Rolland-Georges Gingras, Orgel bei Omer Létourneau und Harmonielehre bei Robert Talbot. Als Stipendiat der Académie de musique du Québec war er 1930 in Montreal Schüler von Léo-Pol Morin und Claude Champagne. Er vervollkommnete seine Ausbildung 1933 bis 1934 in Paris bei Albert Bertelin und Guy de Lioncourt und 1935 in London am Royal College of Music bei Ralph Vaughan Williams.
Von 1930 bis 1970 war Brassard Organist in St-Dominique in Jonquière. Seit 1940 sammelte er auf Reisen durch Kanada mehr als eintausendzweihundert franko-kanadische Volkslieder, die er harmonisierte und herausgab. Daneben veröffentlichte er eine Reihe von Artikeln, Analysen und Essays. In zwei Serien (1958 bis 1961 und 1965 bis 1967; Au bois du rossignolet) stellte die CBC Volkslieder aus seiner Sammlung vor.
Seit 1946 unterrichtete Brassard an der Universität Laval, wo er die Publikationen des Archives de folklore betreute. Seit 1964 war er Gastprofessor an der Universität Montreal, 1966 hielt er Vorlesungen am Museo del Pueblo Español in Madrid.
In seinen Kompositionen war Brassard traditionell geprägt; er setzte auf „Erneuerung durch Einfachheit“. Sein Panis angelicus wurde 1942 von der Société des musiciens d'église de la province de Québec ausgezeichnet. Die Konzerthalle des Collège de Jonquière erhielt 1965 den Namen Salle François-Brassard.

## Weblink
- François Brassard – Bio, Works etc. Canadian Music Centre (französisch)

| Personendaten    | Personendaten                                      |
| ---------------- | -------------------------------------------------- |
| NAME             | Brassard, François                                 |
| ALTERNATIVNAMEN  | Brassard, François Joseph                          |
| KURZBESCHREIBUNG | kanadischer Musikethnologe, Organist und Komponist |
| GEBURTSDATUM     | 6. Oktober 1908                                    |
| GEBURTSORT       | Saint-Jérôme, Québec                               |
| STERBEDATUM      | 26. April 1976                                     |
| STERBEORT        | Québec                                             |